# Fondation Urgenda
La Fondation Urgenda est une organisation néerlandaise qui vise une transition vers une société durable aux Pays-Bas, en mettant l’accent sur la transition vers une économie circulaire utilisant uniquement des énergies renouvelables. Elle est connue pour avoir gagné un procès de Justice climatique contre le gouvernement des Pays-Bas.

## Justice climatique
Le 24 juin 2015, la fondation a obtenu gain de cause contre l'État néerlandais, avec 886 co-plaignants, au sujet de la politique climatique nationale. La cour a imposé à l'État de réduire les émissions de gaz à effet de serre d'au moins 25 % d'ici fin 2020, par rapport à celles de 1990,.
Le 12 décembre 2019, après deux recours du gouvernement, la Cour suprême des Pays-Bas donne raison aux plaignants et confirme définitivement ce jugement,.

## Distinctions
- Docteur honoris causa de l'Université Saint-Louis - Bruxelles (2019)[6].